# IC 1816
IC 1816 est une galaxie spirale barrée située dans la constellation du Fourneau. Sa vitesse par rapport au fond diffus cosmologique est de 4 917 ± 13 km/s, ce qui correspond à une distance de Hubble de 72,5 ± 5,1 Mpc (∼236 millions d'al). IC 1816 a été découverte par l'astronome américain Lewis Swift en 1896.
La classe de luminosité d'IC 1816 est I-II. Elle est de plus une galaxie active de type Seyfert 2.